# Umut Güneş
Umut Güneş (Albstadt, 16 de marzo de 2000) es un futbolista profesional turco que juega como centrocampista en el Estambul Başakşehir F. K.

## Trayectoria

### Clubes
Güneş pasó por la cantera del VfB Stuttgart y en enero de 2019 pasó a formar parte de la filial. Para ello disputó cuatro partidos de liga en la Southwest Regional Football League.
En el verano de 2019, se mudó al Alanyaspor de la Superliga de Turquía. En este club jugó principalmente en el departamento juvenil durante la primera temporada y solo jugó algunos partidos de copa con el equipo profesional hasta las vacaciones de invierno. Después de las vacaciones de invierno, finalmente ascendió al equipo profesional.
Fue transferido al Trabzonspor el 15 de septiembre de 2023 por 2 millones 300 mil euros.

### Selección nacional
Aunque Güneş también era elegible para jugar en la selección juvenil alemana, decidió seguir una carrera en la selección turca. Hizo su debut internacional el 6 de septiembre de 2016 como parte de un partido de prueba para la selección turca sub-17. A esto le siguieron doce partidos más con la selección turca sub-17. Con ella, Güneş participó en el Campeonato Europeo Sub-17 de la UEFA 2017 en Croacia y alcanzó las semifinales con el equipo; jugó los cinco partidos del torneo. Ese mismo año también formó parte de la plantilla de su equipo para la Copa Mundial de Fútbol Sub-17 de 2017.
Con la selección turca sub-19, se clasificó para el Campeonato Europeo de la UEFA Sub-19 2018 en Finlandia, pero fue eliminado con ellos en la fase de grupos.
A esto le siguieron apariciones con las selecciones nacionales turca sub-20 y turca sub-21.

## Clubes
| Club                      | País     | Año       |
| ------------------------- | -------- | --------- |
| VfB Stuttgart II          | Alemania | 2019      |
| Alanyaspor                | Turquía  | 2019-2023 |
| Trabzonspor               | Turquía  | 2023-2025 |
| Estambul Başakşehir F. K. | Turquía  | 2025-     |